# Dioscorea villosa
Discorea villosa, ou Inhame Selvagem, é um tubérculo, da mesma família que o cará, a mandioca e outros tipos de inhame. Raízes com aspecto seco, cilíndrico, retorcido, com exterior marrom claro amadeirado e polpa branca. O sabor da raíz é inicialmente forte em amido e logo se torna amargo e pungente. Há mais de 600 espécies de Inhame no gênero Discorea. É também chamada de Inhame Mexicano. Uma planta trepadeira que chega a cerca de 10 metros de comprimento. Nativa da America do Norte. A essa raíz são atribuídos vários benefícios a saúde, desde alívio de cólicas menstruais e controle dos sintomas da menopausa; alívio de nauseas e de problemas estomacais; artrite reumatóide; osteoporose; câimbras; problemas relacionados ao parto e até no tratamento da tosse entre outros. Tem poder anti-inflamatório, adstringente e bactericida. Alguns estudiosos acreditam que todos esses benefícios são resultantes do efeito benéfico desse tubérculo na flora (microbiota) intestinal. Também contém uma substância chamada Diosgenina, um fitoestrogênio que pode ser convertido em progesterona, mas não há provas sólidas de que essa conversão possa ser feita pelo organismo apesar de eficaz em laboratório. Alguns estudos sugerem que o inhame selvagem pode ser um agente na prevenção e redução de câncer de mama. Outros estudos discutem o poder do Inhame Selvagem na redução do colesterol e gordura no sangue.